# Jagst
Jagst – rzeka w Niemczech, prawy dopływ rzeki Neckar w północnej Badenii-Wirtembergii, o długości 203 km. 
Źródła rzeki znajdują się na wschód od miasta Ellwangen (Jagst), przy granicy z Bawarią. Rzeka przepływa przez Ellwangen (Jagst), Crailsheim i Langenburg. W okolicach Bad Wimpfen wpływa ona do rzeki Neckar.